# Tsunami
Tsunami (jap. 津波 tsunami; pol. fala portowa (tsu – port, przystań; nami – fala)) – fala oceaniczna, wywołana podwodnym trzęsieniem ziemi, wybuchem wulkanu, osuwiskiem ziemi lub cieleniem się lodowców, rzadko w wyniku upadku meteorytu.

Animacja przedstawiająca tsunami po trzęsieniu ziemi na Oceanie Indyjskim w 2004

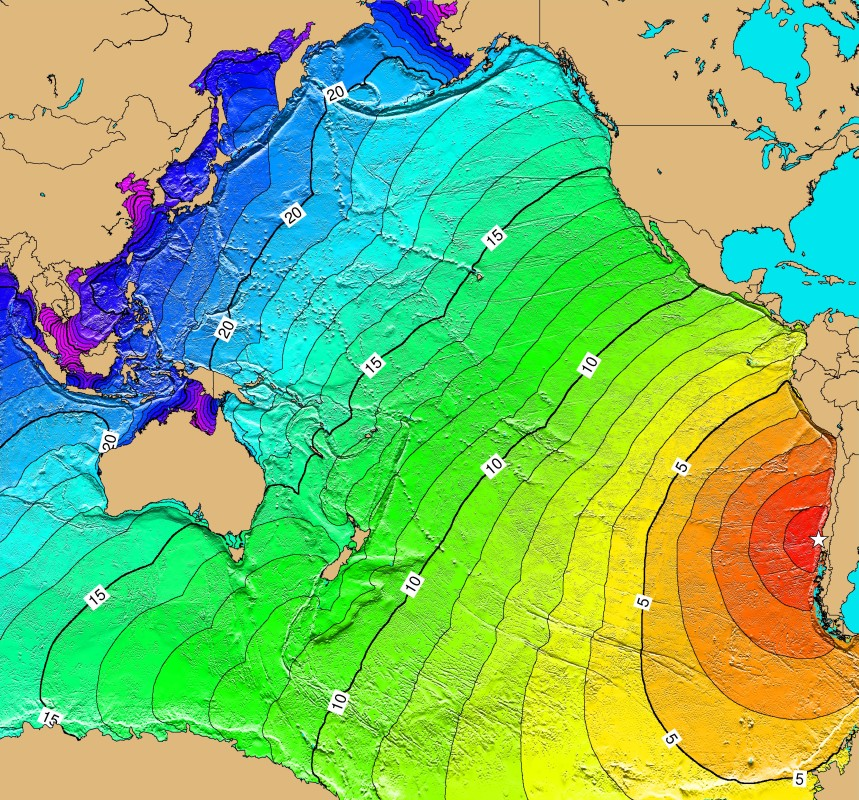
Mapa przedstawiająca rozchodzenie się tsunami w czasie wyrażonym w godzinach po trzęsieniu ziemi w Chile w 1960

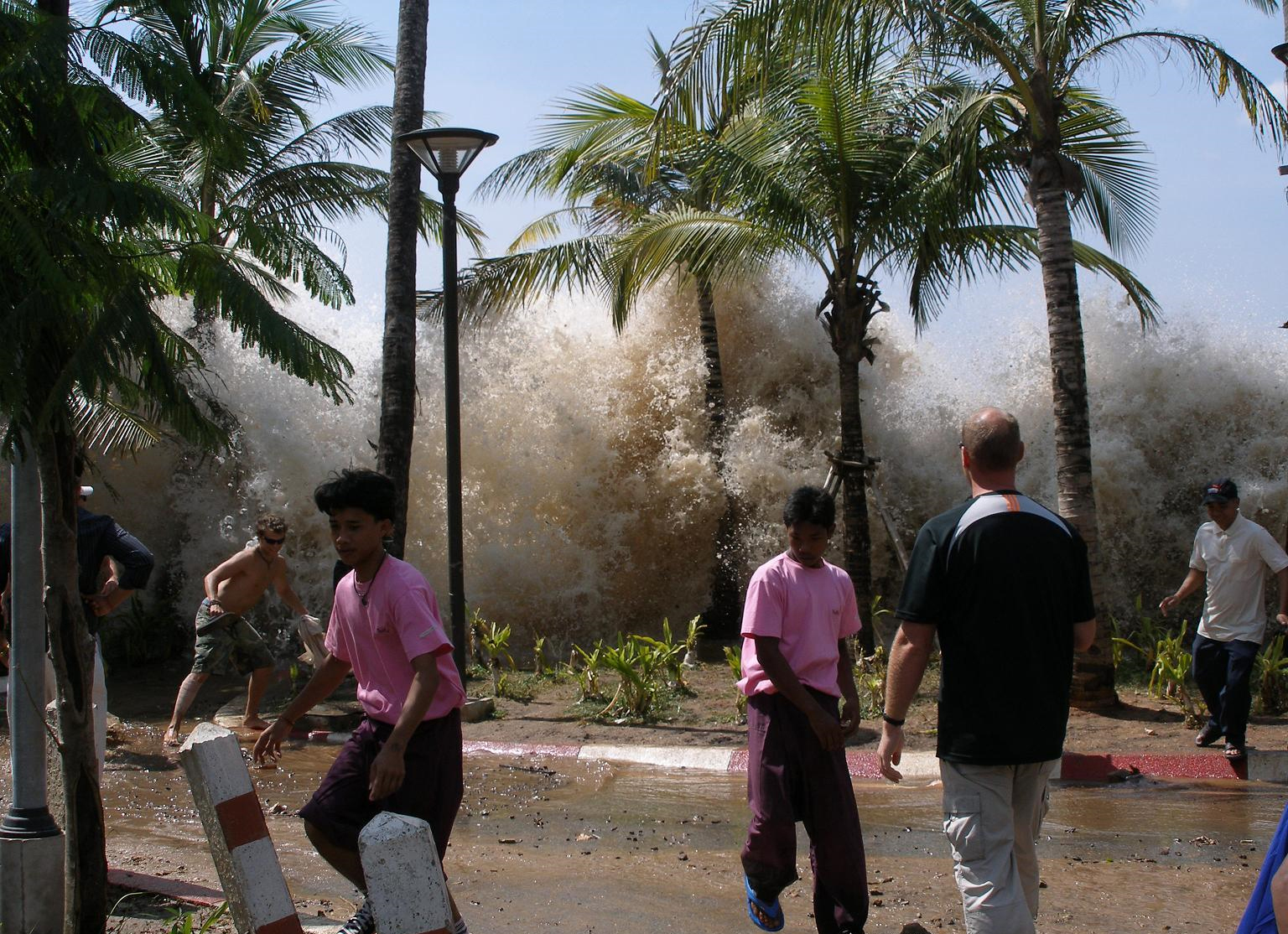
Tsunami w Tajlandii, grudzień 2004

Fale rozchodzą się pierścieniowo od miejsca jej wzbudzenia. Na pełnym morzu przejście fali tsunami, poruszającej się z wielką prędkością (do 900 km/h), może być nawet niezauważone, ponieważ długość tych fal dochodzi do kilkuset kilometrów, ale ich wysokość nie przekracza kilkudziesięciu centymetrów. Dopiero w strefie brzegowej fala ulega spiętrzeniu i może osiągnąć wysokość kilkudziesięciu metrów niszcząc nadbrzeżne miejscowości. Najczęściej występuje w basenie Oceanu Spokojnego. Może osiągać brzeg jako: łamiąca się fala, ściana wody (gdy jest przed złamaniem), zalanie podobne do przypływu (gdy złamie się już w drodze).

## Rodzaje tsunami
Wyróżnia się trzy rodzaje tsunami:
1. lokalne – miejsce wzbudzenia fali znajduje się blisko wybrzeża, a czas jej przybycia wynosi do pół godziny;
2. regionalne – fale mogą zagrozić większemu obszarowi przybrzeżnemu. Czas przybycia do 5 godzin od wzbudzenia.
3. ponadregionalne (pacyficzne) – mogą objąć wiele obszarów po obu stronach Pacyfiku. Czas przybycia fali od kilku do kilkunastu godzin w zależności od odległości wzbudzenia.

## Historyczne tsunami
Tsunami od najnowszych wystąpień po najstarsze:
- 22 grudnia 2018 – tsunami w Cieśninie Sundajskiej po wybuchu wulkanu Anak Krakatau
- 28 września 2018 – fala tsunami powstała w wyniku trzęsienia ziemi uderzyła w wybrzeże Indonezji
- 11 kwietnia 2012 – metrowa fala tsunami uderzyła w wybrzeże Indonezji
- 12 marca 2011 – niszczycielska fala zalała Santa Cruz Crescent City;
- 11 marca 2011 – po silnym trzęsieniu ziemi u wybrzeży Japonii[1]
- 27 lutego 2010 – trzęsienie ziemi u wybrzeży Chile wywołało falę tsunami o wysokości ponad 2 m, która dotarła do: Chile, wyspy Juan Fernández, Hawajów, Polinezji Francuskiej, Nowej Zelandii i Australii;
- 29 września 2009 – trzęsienie ziemi na Pacyfiku wywołało tsunami, które uderzyło w archipelag wysp Samoa na Oceanie Spokojnym;
- 28 marca 2005 – tsunami, które zabiło ok. 1000 osób, powstałe po trzęsieniu ziemi na Sumatrze;
- 26 grudnia 2004 – trzęsienie ziemi na Oceanie Indyjskim. Zniszczyło wybrzeża kilku krajów Azji i Afryki, ok. 294 tys. zabitych;
- 17 lipca 1998 – trzęsienie ziemi u wybrzeży Papui-Nowej Gwinei, 2200 zabitych;
- 1993 – trzęsienie ziemi u wybrzeży Japonii, fala o wysokości 60 cm na otwartych wodach wzrosła do 30 metrów, zbliżając się do lądu;
- 27 marca 1964 – "trzęsienie wielkopiątkowe" wywołało tsunami, które zniszczyło zachodnie wybrzeże Ameryki Północnej;
- 22 maja 1960 – trzęsienie ziemi w Chile wywołało jedną z najwyższych fal tsunami, która dotarła do wybrzeży Japonii;
- 9 lipca 1958 – największe zarejestrowane w historii tsunami (megatsunami, iminami) zanotowano w Lituya Bay na Alasce, fala powstała w wyniku trzęsienia ziemi, rozprysnęła się na wysokości 524 m, zdzierając grunt wraz z roślinnością. Naoczni świadkowie ocenili wysokość fali na 15–30 m. Bezpośrednią przyczyną uzyskania przez falę gigantycznych rozmiarów było osunięcie się gruntu wywołane trzęsieniem[2];
- 9 marca 1957 – tsunami po trzęsieniu ziemi na Alasce;
- 4 listopada 1952 – tsunami po trzęsieniu ziemi na Kamczatce;
- 1946 – trzęsienie ziemi na Aleutach i tsunami na Hawajach, tsunami zaatakowało Hawaje i Alaskę, 196 ofiar, po tej katastrofie powstał system ostrzegania przed tsunami na Pacyfiku, gdyż Hawajczycy uznali doniesienie o tsunami za żart primaaprilisowy;
- 4-8 sierpnia 1946 – seria trzęsień ziemi i tsunami w Dominikanie;
- 11 lipca 1927 – niewielkie tsunami (fale wysokości ok. 1 m) na powierzchni Morza Martwego po trzęsieniu ziemi w Palestynie;
- 28 grudnia 1908 – tsunami po trzęsieniu ziemi w Mesynie;
- 31 stycznia 1906 – tsunami po trzęsieniu ziemi u wybrzeży Ekwadoru;
- 27 sierpnia 1883 – wybuch wulkanu Krakatau wywołał fale tsunami na Oceanie Indyjskim i Spokojnym;
- 23 grudnia 1854 – po trzęsieniu ziemi Ansei Tōkai;
- 1792 – tsunami po zapadnięciu się jednego ze stożków wulkanu Unzen: 100-metrowe fale zabiły ok. 15 tysięcy osób;
- 1 listopada 1755 – trzęsienie ziemi w Lizbonie i wywołane przez nie tsunami zniszczyło stolicę Portugalii;
- 16 października 1737 – tsunami po trzęsieniu ziemi na Kamczatce;
- 1497 rok – tsunami na Bałtyku w rejonie Darłówka. Fala wdarła się około trzy kilometry w głąb lądu powodując liczne zniszczenia w porcie w Darłówku oraz niszcząc bramy miasta i wieżę kościoła w Darłowie.
- ok. 1450 p.n.e. – wybuch wulkanu na greckiej wyspie Santoryn;
- ok. 6000 p.n.e. – osuwisko ze zbocza Etny spowodowało tsunami, które dotarło do terenów dzisiejszego Izraela. Objęło swoim zasięgiem południowe Włochy, wschodnią część północnego brzegu Afryki, zachodnią Grecję, wyspę Kretę, południową Turcję, Cypr i zachodni brzeg Bliskiego Wschodu;
- 6100 p.n.e. i wcześniej – osuwiska Storegga wywołały kilka tsunami w północnej części Atlantyku.